# Campeonato de Irlanda de Rugby 2012-13
El Campeonato de Rugby de Irlanda (oficialmente All-Ireland League) de 2012-13 fue la vigésimo tercera edición del principal torneo de rugby de la Isla de Irlanda, el torneo que agrupa a equipos tanto de la República de Irlanda como los de Irlanda del Norte.

## Sistema de disputa
Cada equipo disputó encuentros frente a cada uno de los rivales de local y de visita, totalizando 18 partidos cada uno.
El equipo que al finalizar la fase regular se ubicará en primera posición, se coronó como campeón del torneo.
El equipo que al terminar en el último puesto desciende directamente a la segunda división, mientras que el penúltimo disputará la promoción frente al subcampeón de la segunda división.
Puntuación
Para ordenar a los equipos en la tabla de posiciones se los puntuará según los resultados obtenidos.
- 4 puntos por victoria.
- 2 puntos por empate.
- 0 puntos por derrota.
- 1 punto bonus por ganar haciendo 3 o más tries que el rival.
- 1 punto bonus por perder por siete o menos puntos de diferencia.

## Clasificación
| Pos. | Equipo             | Encuentros | Encuentros | Encuentros | Encuentros | Tantos | Tantos | Tantos | PB | PB | Puntos |
| Pos. | Equipo             | PJ         | PG         | PE         | PP         | F      | C      | Dif    | BO | BD | Puntos |
| ---- | ------------------ | ---------- | ---------- | ---------- | ---------- | ------ | ------ | ------ | -- | -- | ------ |
| 1.º  | Lansdowne          | 18         | 14         | 0          | 4          | 524    | 292    | +232   | 10 | 2  | 68     |
| 2.º  | Garryowen          | 18         | 11         | 0          | 7          | 338    | 269    | +69    | 2  | 4  | 50     |
| 3.º  | Clontarf           | 18         | 9          | 0          | 9          | 413    | 315    | +89    | 6  | 7  | 49     |
| 4.º  | Cork Constitution  | 18         | 11         | 0          | 7          | 349    | 435    | -86    | 2  | 1  | 47     |
| 5.º  | Dolphin            | 18         | 8          | 0          | 10         | 366    | 349    | +17    | 4  | 6  | 42     |
| 6.º  | Young Munster      | 18         | 8          | 0          | 10         | 294    | 302    | -8     | 2  | 6  | 40     |
| 7.º  | Old Belvedere      | 18         | 7          | 0          | 11         | 379    | 392    | -13    | 4  | 7  | 39     |
| 8.º  | St. Mary's College | 18         | 9          | 0          | 9          | 316    | 345    | -29    | 1  | 2  | 39     |
| 9.º  | Shannon            | 18         | 6          | 0          | 12         | 302    | 429    | -127   | 3  | 4  | 31     |
| 10.º | U.L. Bohemian      | 18         | 7          | 0          | 11         | 241    | 394    | -153   | 1  | 2  | 31     |

| Bandera de Irlanda |
| Campeón Lansdowne  |
| Primer título      |

### Promoción
| 4 de mayo de 2013 | Shannon | 0 - 42 | UCD |  |  |

- UCD asciende de categoría la próxima temporada.